# Eudorella truncatula
Eudorella truncatula är en kräftdjursart som först beskrevs av Charles Spence Bate 1856.  Eudorella truncatula ingår i släktet Eudorella och familjen Leuconidae. Arten är reproducerande i Sverige. Inga underarter finns listade i Catalogue of Life.

## Bildgalleri

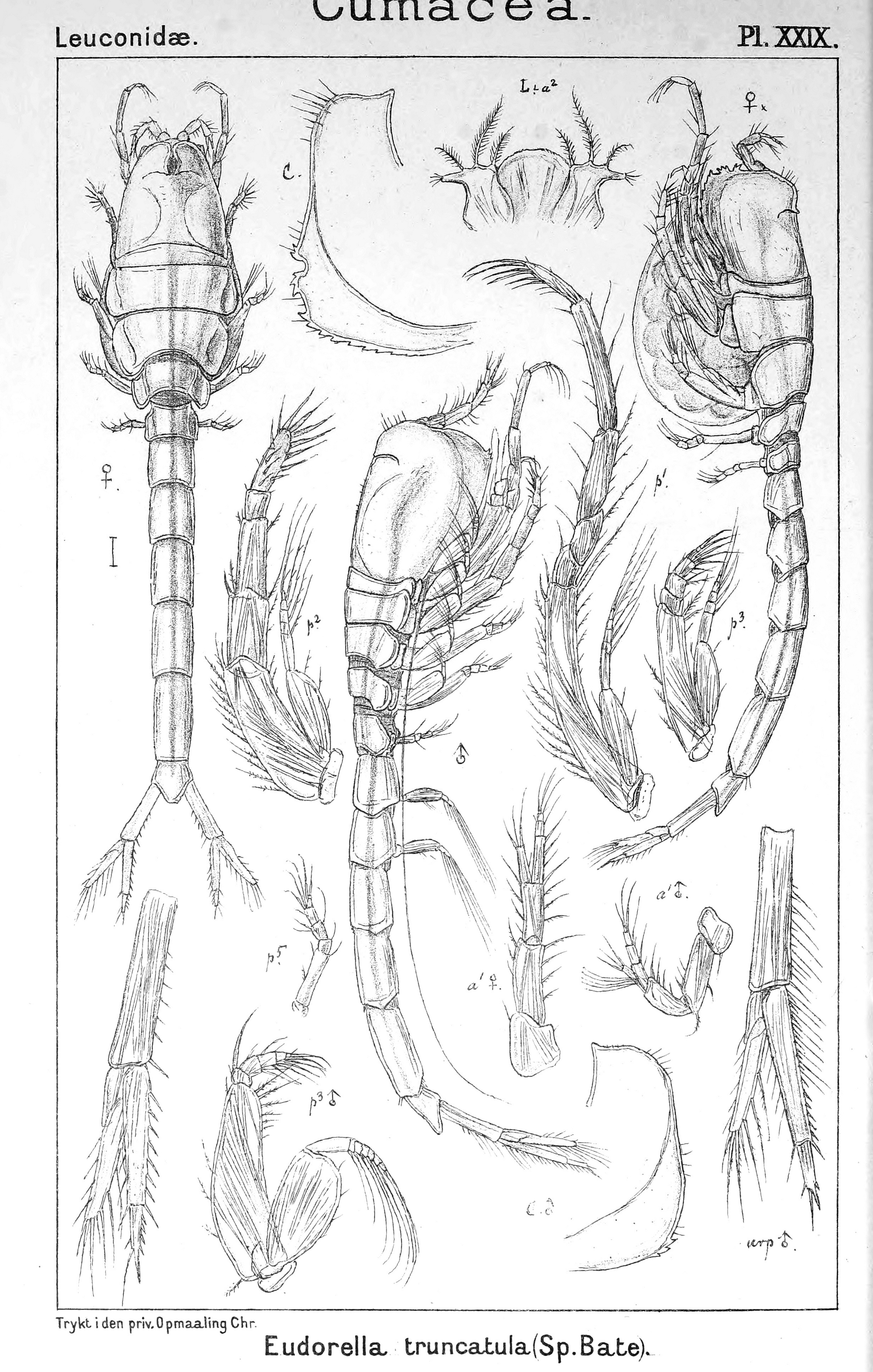